# Osbeckia brachystemon
Osbeckia brachystemon är en tvåhjärtbladig växtart som beskrevs av Charles Victor Naudin. Osbeckia brachystemon ingår i släktet Osbeckia och familjen Melastomataceae. Inga underarter finns listade i Catalogue of Life.